# Episodi de Le nuove avventure di Flipper (seconda stagione)
La seconda stagione della serie televisiva Le nuove avventure di Flipper è andata in onda negli Stati Uniti d'America dal 5 ottobre 1996 al 18 maggio 1997 e in Italia nel settembre 2013 su Rai 3.
| n° | Titolo originale              | Titolo italiano          | Prima TV USA     | Prima TV Italia |
| -- | ----------------------------- | ------------------------ | ---------------- | --------------- |
| 1  | The White Dolphin             | Scampato pericolo        | 5 ottobre 1996   |                 |
| 2  | Sea Horse                     | Una gara per due         | 12 ottobre 1996  |                 |
| 3  | Ghost Ship                    | La leggenda del pirata   | 19 ottobre 1996  |                 |
| 4  | The Sword of Carlos de Cabral | In viaggio nel tempo     | 26 ottobre 1996  |                 |
| 5  | Radio Free Flipper            | Musica per i delfini     | 2 novembre 1996  |                 |
| 6  | A Day at the Boat Races       | La gara di off-shore     | 9 novembre 1996  |                 |
| 7  | Maternity Test                | Mamma per un giorno      | 16 novembre 1996 |                 |
| 8  | The Best of Beach             | Finale a sorpresa        | 23 novembre 1996 |                 |
| 9  | Wedding Bell Blues            | Matrimonio di lusso      | 4 gennaio 1997   |                 |
| 10 | Ebb Tide                      | Un amico da salvare      | 12 gennaio 1997  |                 |
| 11 | Long Weekend                  | Weekend ad alta tensione | 19 gennaio 1997  |                 |
| 12 | Paradise Found                | L'isola trovata          | 26 gennaio 1997  |                 |
| 13 | Flipper Goes to Miami         | Flipper va a Miami       | 2 febbraio 1997  |                 |
| 14 | Beach Music                   | Musicista da spiaggia    | 9 febbraio 1997  |                 |
| 15 | Help Me, Rhonda               | Il tesoro di Benny       | 16 febbraio 1997 |                 |
| 16 | La Sirene Maya                | Maya l'incantatrice      | 23 febbraio 1997 |                 |
| 17 | Mermaid Island                | La sirena senza coda     | 2 marzo 1997     |                 |
| 18 | The Package                   | Festa a sorpresa         | 20 aprile 1997   |                 |
| 19 | Retribution Beach             | Vendetta                 | 27 aprile 1997   |                 |
| 20 | On The Ropes                  | Un pegno d'amore         | 4 maggio 1997    |                 |
| 21 | Target Practice               | Esercitazione di guerra  | 11 maggio 1997   |                 |
| 22 | Reflections                   | Con un piccolo aiuto     | 18 maggio 1997   |                 |

## Scampato pericolo
- Titolo originale: The White Dolphin
- Diretto da: Brian Trenchard-Smith
- Scritto da: Reuben Leder

### Trama
Keith, Pam e Mike si sono trasferiti. Maya ora lavora al centro di ricerca che ha un nuovo direttore, Jennifer. Intanto l'anziano marinaio Cap vede e filma un delfino bianco; un trafficante di animali intende catturare il cetaceo per venderlo. Scoperte le intenzioni dell'uomo, Cap, Jennifer e Flipper lottano contro il trafficante e i suoi complici, mentre Maya si tuffa per liberare dalla rete il delfino bianco (evitando secondo una leggenda la vendetta dell'animale, da cui il titolo). Il vice-sceriffo Tom accorre sul posto arrestando i malviventi, con l'aiuto del collega Quinn. 

## Una gara per due
- Titolo originale: Sea Horse
- Diretto da: Donald Crombie
- Scritto da: Phil Combest

### Trama
Emma, un'amica di Cap, sta allenando un cavallo da corsa. Intanto suo marito, che ha bisogno di soldi per pagare un debito, intende eliminare il cavallo fingendo un incidente per intascare l'assicurazione. Emma nasconde l'animale aiutata da Cap e Maya. Il marito ed un complice cercano comunque di rubare il cavallo, che scappa lungo la spiaggia guidato da Flipper con cui ha fatto amicizia, finché Tom e Quinn li trovano e li arrestano.

## La leggenda del pirata
- Titolo originale: Ghost Ship
- Diretto da: Brendan Maher
- Scritto da: Phil Combest

### Trama
Una nave pirata spara cannonate su Cap che cade in mare svenuto, venendo portato a riva da Flipper. Ad un'asta di quadri i pirati ricompaiono e fingendo di girare un film derubano i presenti; scoprendo poi che Holly (una degli studenti-aiutanti di Jennifer) è la figlia dell'organizzatore, la rapiscono chiedendo un riscatto. Seguendo Flipper, Tom e Quinn sorprendono i pirati sulla nave e liberano Holly.

## In viaggio nel tempo
- Titolo originale: The Sword of Carlos de Cabral
- Diretto da: Donald Crombie
- Scritto da: Tracy Friedman

### Trama
Carlos, un eccentrico giovane nobile, vuole ritrovare la spada di un suo antenato, per dimostrare che quest'ultimo aveva raggiunto l'America prima di Colombo. Maya, attratta del giovane, lo aiuta nelle ricerche, nonostante l'opposizione del fratello di Carlos; i tre trovano la spada in una grotta sommersa che però inizia a crollare. Flipper si fa seguire da Tom, Quinn e Jennifer fino all'isola dove si trova la grotta, poi recupera la spada, in apparenza perduta nel crollo, consegnandola ai due fratelli. 

## Musica per i delfini
- Titolo originale: Radio Free Flipper
- Diretto da: Brian Trenchard-Smith
- Scritto da: Reuben Leder

### Trama
Un deejay gestisce una radio pirata sulla sua nave; Jennifer, convinta che la musica disturbi la vita marina, si reca sul posto con Holly e Dean, scoprendo invece che Flipper e gli altri delfini apprezzano la musica. Gelosa di Holly, la fidanzata del giovane finisce per causare un incendio sulla nave, mentre il deejay stesso, fuggito invece di soccorrerla, rischia di affogare assieme ad un agente che voleva arrestarlo, ed entrambi vengono recuperati da Tom.

## La gara di off-shore
- Titolo originale: A Day at the Boat Races
- Diretto da: Colin Budds
- Scritto da: Stephen A. Miller

### Trama
Un amico di Tom si sta preparando per una gara di barche ed ha scoperto come potenziare il motore nella propria, ma un rivale che lo spiava lo aggredisce, mandandolo all'ospedale. Qui convince Tom a prendere il suo posto nella gara. Intanto, il disonesto ha legato sotto al traguardo alcuni tronchi che, una volta liberati, dovrebbero bloccare le barche avversarie, ma Flipper libera i tronchi al suo passaggio facendolo cadere in acqua. Assieme a Quinn, Tom arresta il sabotatore.  

## Mamma per un giorno
- Titolo originale: Maternity Test
- Diretto da: Donald Crombie
- Scritto da: Stephen A. Miller

### Trama
Una nave carica di immigrati clandestini imbarca acqua. Cap porta tutti un salvo, tranne un neonato che sua madre ha caricato su un canotto e viene trovato da Flipper che lo consegna a Maya. Quest'ultima, credendolo abbandonato, lo nasconde nel suo bungalow finché viene scoperta da Dean e Holly, poi da Tom e Jennifer, i quali restituiscono il bambino alla madre. Tuttavia, poiché il padre del bambino aveva denunciato lo scafista, vengono entrambi presi in ostaggio da questo, ma Cap, Tom, Quinn e Flipper li salvano. 

## Finale a sorpresa
- Titolo originale: The Best of Beach
- Diretto da: Mark DeFriest
- Scritto da: Reuben Leder

### Trama
Jennifer diviene gelosa di Tom, con cui ha una relazione, poiché ad un torneo di beach wolley partecipa un'ex fidanzata di Tom. La donna è pressata dal suo allenatore, che vorrebbe farla ritirare e la rapisce prima della gara finale, avendo deciso di sostituirla con una collega più giovane. Tom, Quinn e Flipper la liberano dalla barca in cui era tenuta prigioniera; quando lei e la sua squadra vincono, Jennifer e Tom dalla gioia si baciano. 

## Matrimonio di lusso
- Titolo originale: Wedding Bell Blues
- Diretto da: Brian Trenchard-Smith
- Scritto da: Stephen A. Miller

### Trama
Quinn sta per sposarsi ed invita Tom e i membri del centro di ricerca su una nave dove avverranno le nozze. Alcuni criminali infiltrati sulla nave prendono in ostaggio i presenti e quando Tom cerca di chiamare soccorsi, lo gettano in mare legato a un'ancora. Flipper riesce a liberare Tom e lo trascina verso riva, finché l'uomo, punto dalle meduse, va a fondo, ma viene salvato dai membri di un sottomarino militare; mentre flipper distrae i delinquenti con i suoi salti, Tom ed uno dei militari salgono a bordo arrestandoli.

## Un amico da salvare
- Titolo originale: Ebb Tide
- Diretto da: Donald Crombie
- Scritto da: Tracy Friedman

### Trama
Jennifer è attratta da un bagnino che era insegnante di Tom, causando la gelosia di quest'ultimo. L'uomo ha però problemi di salute e teme di non poter vincere una gara, che gli serve per mantenere il suo lavoro. Aiutato da Flipper che spinge il suo surf sott'acqua, il bagnino riesce a vincere decidendo però di farsi curare.

## Weekend ad alta tensione
- Titolo originale: Long Weekend
- Diretto da: Colin Budds
- Scritto da: Reuben Leder

### Trama
Tom e Jennifer sono partiti per un fine settimana ma un guasto all'elicottero li fa atterrare su un'isola deserta, da cui tornano indietro su una zattera. Intanto, uno squalo bianco attacca la barca su cui Cap e Quinn stavano pescando, mettendola fuori uso, poi ferisce Flipper; il delfino riesce ad arrivare al centro di ricerca, dove Maya, Holly e Dean cercano di curarlo in attesa del ritorno di Jennifer. 

## L'isola trovata
- Titolo originale: Paradise found
- Diretto da: Colin Budds
- Scritto da: Stephen A. Miller

### Trama
Dean e Holly finiscono su un'isola in apparenza deserta, abitata in realtà da alcuni ragazzi "selvaggi" scampati ad un naufragio anni prima. Mentre due dei ragazzi proteggono i nuovi arrivati, il loro capo vuole ucciderli, ma viene fermato da Tom e Jennifer, guidati da Flipper fino all'isola. 

## Flipper va a Miami
- Titolo originale: Flipper Goes to Miami
- Diretto da: Mark DeFriest
- Scritto da: Phil Combest

### Trama
Jennifer ha addestrato Afrodite, una delfina del centro di ricerca, a soccorrere i naufraghi, ma due terroristi rubano l'animale, con l'intenzione di usarlo a Miami per un attentato contro un politico. Jennifer, assieme a Tom, Quinn ed un agente loro amico, si reca quindi a Miami per fermarli. Intanto Flipper ha seguito i criminali e questi confondendosi montano la bomba sulla schiena di Flipper, che se ne libera poco dopo. La bomba esplode fermando la fuga dei terroristi lungo il molo, i quali vengono arrestati, mentre il politico rimane illeso.  

## Musicista da spiaggia
- Titolo originale: Beach Music
- Diretto da: Donald Crombie
- Scritto da: Stephen A. Miller

### Trama
Un musicista sfugge a due attentati, ma viene lui stesso fermato da Tom poiché avrebbe causato la morte del fratello in un incidente in barca. Quando Tom scopre che ad accusare l'uomo è il suo produttore discografico, la stessa persona sospettata degli attentati, si immerge ritrovando il cadavere che non è annegato, in quanto ha un foro di proiettile nel cranio. Il vero colpevole cerca di sparare al musicista rimasto sulla barca, ma Flipper lo fa cadere in acqua e Tom lo arresta.  

## Il tesoro di Benny
- Titolo originale: Help Me, Rhonda
- Diretto da: Ian Gilmour
- Scritto da: Phil Combest

### Trama
Un'ex attrice si fa aiutare da Cap a recuperare una valigetta piena di soldi da una nave affondata; durante un'immersione, i due vengono derubati da alcuni teppisti, ma uno di loro, abbandonato in mare dagli altri e salvato da flipper, aiuta poi Tom a catturare i suoi complici. Cap e la donna restano bloccati sott'acqua, venendo salvati da Tom e Jennifer; infine recuperano la valigia, che contiene però denaro falso.

## Maya l'incantatrice
- Titolo originale: La Sirene Maya
- Diretto da: Darryl Sheen
- Scritto da: Reuben Leder

### Trama
Maya trova ed indossa un medaglione vudu che apparteneva a sua nonna, poi ha un incidente e finisce ricoverata all'ospedale; quando si risveglia, grazie al medaglione inizia a prevedere il futuro. Ha difatti una visione su Dean che sta per avere un incidente in surf, il che accade, benché Dean sia salvato da Flipper. Intanto Cap, vergognandosi perché Jennifer ha scoperto che era stato in galera anni prima, vorrebbe fuggire nonostante Tom cerchi di fermarlo; mentre discutono i due soccorrono l'infermiera che ha rubato il medaglione a Maya, finendo per naufragare poiché la magia dell'oggetto l'ha punita. Convintosi a restare, Cap spiega alla figlia che la sua condanna era dovuta ad un errore, mentre Flipper recupera il medaglione riportandola a Maya.  

## La sirena senza coda
- Titolo originale: Mermaid Island
- Diretto da: Donald Crombie
- Scritto da: Tracy Friedman

### Trama
Durante un'immersione Dean incontra una sirena, che si rivela poi una donna, anche se lei sostiene di aver perso momentaneamente la coda per effetto della luna piena. Tom è invece convinto che possa essere la figlia di un miliardario scomparsa in mare anni prima, il che salverebbe un'isola dalla speculazione edilizia che sta per distruggerla, in quanto suo padre era proprietario dell'isola stessa. Decisi a proseguire i lavori, il capo cantiere e un suo complice non solo rapiscono la sirena ma cercano di sparare a Tom, Quinn e Dean accorsi sul posto. Flipper salta fuori dall'acqua disarmando i due delinquenti, combattuti anche dalla sirena stessa, che poi si tuffa in mare riemergendo con una coda da sirena.

## Festa  a sorpresa
- Titolo originale: The Package
- Diretto da: Donald Crombie
- Scritto da: Phil Combest

### Trama
All'aeroporto, una spia nasconde dei dischetti nella borsa di Jennifer, con l'intenzione di recuperarli in seguito. Fingendosi un tecnico, costui si infiltra al centro di ricerca mettendo in pericolo Tom, che vi si trova da solo con una gamba ingessata. Flipper allerta telepaticamente Maya, che assieme a Jennifer e gli altri, sta preparando una festa per il compleanno di Tom. Nel frattempo, Tom travolge la spia con la sedia a rotelle, finendo entrambi nella vasca dei delfini; mentre Dean si tuffa per salvare Tom, la spia viene catturata da Quinn. Tom, che si è rotto anche l'altra gamba, viene festeggiato dai suoi amici.

## Vendetta
- Titolo originale: Retribution Beach
- Diretto da: Ian Gilmour
- Scritto da: Reuben Leder

### Trama
Tom incontra il suo ex comandante e gli spara, facendolo cadere in mare. Il vice sceriffo dichiara di aver sparato per difesa, ma viene arrestato poiché la pistola dell'avversario non si trova. Jennifer e Quinn iniziano ad indagare per scagionarlo; recandosi sulla barca del comandante, scoprono che è vivo e nascosto in acqua, bloccato però da Flipper contro il molo. Interrogato, l'uomo ammette di aver inscenato la sua morte per incastrare Tom, togliendo i proiettili alla pistola di quest'ultimo per poi fuggire grazie alle bombole che aveva posizionato sul fondo. Tom viene quindi rilasciato. 

## Un pegno d'amore
- Titolo originale: On The Ropes
- Diretto da: Scott Hartford-Davis
- Scritto da: Gregory S. Dinallo

### Trama
Mentre si sta organizzando un incontro di Boxe Holly si innamora di uno dei concorrenti, suscitando la gelosia di Dean; la situazione peggiora quando il pugile, ubriacatosi in un appuntamento con Holly, la infastidisce e al suo rifiuto la abbandona in mare, dove è riportata a riva da Flipper. Dean, infuriato, è sorteggiato a scontrarsi proprio con il suo rivale, ma durante l'incontro Holly e Maya scoprono, da una medaglia persa dal pugile e riportata da Flipper, che il giovane ha un problema agli occhi e rischia di rimanere cieco: la lotta viene così sospesa. Scusandosi con Holly, il pugile riparte. 

## Esercitazione di guerra
- Titolo originale: Target Practice
- Diretto da: Scott Hartford-Davis
- Scritto da: Stephen A. Miller

### Trama
Tom, Jennifer, Holly e Dean fanno naufragio su un'isola, che a loro insaputa è un luogo di esercitazione della marina militare. Poco dopo, Holly si ferisce calpestando una mina, mentre l'intera isola sta per essere bombardata da una nave da guerra. Flipper, mandato in cerca d'aiuto, finisce catturato dai militari che stanno addestrando altri delfini, ma riesce a fuggire, guidando poi l'elicottero di Quinn (con a bordo anche Cap e Maya), a salvare Holly e gli altri.

## Con un piccolo aiuto
- Titolo originale: Reflection
- Diretto da: Brendan Maher
- Scritto da: Stephen A. Miller, Reuben Leder

### Trama
All'arrivo di un uragano, Maya si dirige verso il rifugio, ma cade in un canale e da lì in una fogna, rompendosi una gamba. Accorgendosi della sua mancanza, Tom, Quinn e Jennifer escono a cercarla e mettendo una radiotrasmittente su Flipper, vengono guidati dal delfino fino alla fognatura. Maya viene quindi salvata, prima che la fogna trabocchi per il diluvio.